# Regnault Nicolas Georges Thomas
Regnault Nicolas Georges Thomas est un homme politique français né le 12 novembre 1746 à Châlons-sur-Marne et décédé le 25 avril 1824 à Paris.
Lieutenant général du bailliage de la comté-pairie de Châlons au moment de la Révolution, il devient juge au tribunal de district en 1790, puis au tribunal civil du département. Il est élu député de la Marne au Conseil des Cinq-Cents le 26 germinal an VI. Favorable au coup d'État du 18 Brumaire, il est nommé juge au tribunal d'appel de Paris. Il est de nouveau député de la Marne de 1803 à 1809.

## Vie privée
Veuf de Marie Suzanne Coiffet en premières noces, il épouse Reine Gillet le 24 février 1789 à Vitry-le-François.

## Sources
- « Regnault Nicolas Georges Thomas », dans Adolphe Robert et Gaston Cougny, Dictionnaire des parlementaires français, Edgar Bourloton, 1889-1891 [détail de l’édition]